# 天然保護区域一覧
天然保護区域一覧（てんねんほごくいきいちらん）は、日本の文部科学大臣が指定する天然記念物のうち、天然保護区域（保護すべき天然記念物に富んだ一定の区域）に該当するもののリスト。なお、本項では地方自治体の条例によって指定された天然記念物は扱わず、文化財保護法に基づき国（日本国文部科学大臣）が指定する天然記念物のみ扱うものとする。

## 特別天然記念物
- 大雪山（北海道）
- 黒部峡谷附猿飛ならびに奥鐘山（富山県）
- 上高地（長野県）
- 尾瀬（福島県南会津郡檜枝岐村・群馬県利根郡片品村・新潟県魚沼市）

## 天然記念物
- 釧路湿原（北海道川上郡標茶町・阿寒郡鶴居村・釧路郡釧路町）
- 沙流川源流原始林（北海道沙流郡日高町）
- 松前小島（北海道松前郡松前町）
- 標津湿原（北海道標津郡標津町）
- 十和田湖および奥入瀬渓流（青森県十和田市・秋田県鹿角郡小坂町）
- 月山（山形県鶴岡市・東田川郡庄内町）
- 上野楢原のシオジ林（群馬県多野郡上野村）
- 鳥島（東京都）
- 南硫黄島（東京都小笠原村）
- 黒岩山（長野県飯山市）
- 大杉谷（三重県多気郡大台町）
- 阿値賀島（長崎県平戸市）
- 男女群島（長崎県五島市）
- 双石山（宮崎県宮崎市）
- 稲尾岳（鹿児島県肝属郡南大隅町・錦江町・肝付町）
- 神屋・湯湾岳（鹿児島県奄美市・大島郡宇検村）
- 星立天然保護区域（沖縄県八重山郡竹富町）
- 仲間川天然保護区域（沖縄県八重山郡竹富町）
- 与那覇岳天然保護区域（沖縄県国頭郡国頭村）